# Марта, Арьяни
Арьяни Марта (нидерл. Ar'jany Martha; родился 4 сентября 2003, Роттердам, Нидерланды) — кюрасаоский футболист, вингер английского клуба «Ротерем Юнайтед» и сборной Кюрасао.

## Клубная карьера
Марта родился в Роттердаме и начинал заниматься футболом в команде «Спартан '20». В 2015 году попал в академию клуба «Спарта Роттердам», а в 2019 году — в «Аякс». 30 августа 2020 года дебютировал за фарм-клуб «Йонг Аякс» в матче Эрстедивизи против «Роды». 2 ноября 2023 года дебютировал за основную команду клуба, выйдя в стартовом составе на матч Эредивизи против «Волендама».
Летом 2025 года стал игроком английского клуба «Ротерем Юнайтед», подписав трёхлетний контракт до середины 2028 года.

## Карьера в сборной
Выступал за сборные Нидерландов до 15, до 16 и до 17 лет.

## Статистика выступлений
| Клуб             | Сезон            | Лига | Лига | Кубок | Кубок | Европейские кубки | Европейские кубки | Прочие | Прочие | Итого | Итого |
| Клуб             | Сезон            | Игры | Голы | Игры  | Голы  | Игры              | Голы              | Игры   | Голы   | Игры  | Голы  |
| ---------------- | ---------------- | ---- | ---- | ----- | ----- | ----------------- | ----------------- | ------ | ------ | ----- | ----- |
| Йонг Аякс        | 2020/21          | 29   | 3    | —     | —     | —                 | —                 | —      | —      | 29    | 3     |
| Йонг Аякс        | 2021/22          | 28   | 3    | —     | —     | —                 | —                 | —      | —      | 28    | 3     |
| Йонг Аякс        | 2022/23          | 30   | 3    | —     | —     | —                 | —                 | —      | —      | 30    | 3     |
| Йонг Аякс        | 2023/24          | 23   | 0    | —     | —     | —                 | —                 | —      | —      | 23    | 0     |
| Йонг Аякс        | Итого            | 110  | 9    | —     | —     | —                 | —                 | —      | —      | 110   | 9     |
| Аякс             | 2023/24          | 9    | 0    | 1     | 0     | 2                 | 0                 | —      | —      | 12    | 0     |
| Аякс             | Итого            | 9    | 0    | 1     | 0     | 2                 | 0                 | —      | —      | 12    | 0     |
| Беерсхот         | 2024/25          | 16   | 0    | 1     | 0     | —                 | —                 | 2      | 0      | 19    | 0     |
| Беерсхот         | Итого            | 16   | 0    | 1     | 0     | —                 | —                 | 2      | 0      | 19    | 0     |
| Всего за карьеру | Всего за карьеру | 135  | 9    | 2     | 0     | 2                 | 0                 | 2      | 0      | 141   | 9     |